# 中桐大寿
中桐 大寿（なかぎり だいじゅ、1951年6月15日 - ）は、日本の経営システム工学者・知的財産学者。大阪工業大学知的財産学部元教授、工経会会員。工業経営学修士。青藍会副会長。日本経営工学会関西支部元役員。日本経営システム学会関西支部第7期運営委員。
専門は、経営工学/経営システム工学・経営情報学、知的財産・技術マネジメント（特にQC、MRP、OR）、マーケティング科学/経済工学・行動科学。

## 略歴
1974年大阪工業大学工学部工業経営学科（のちの経営工学科）卒業。1976年同大学院工業経営学専攻修士課程修了。摂南大学経営情報学部助教授などを経て、2006年大阪工業大学知的財産学部教授。2017年大阪工業大学退官。
大阪工業大学・摂南大学で30年以上の長きに渡り教鞭を執り、知的財産学と経営システム工学/経営情報学・技術マネジメントの融合教育に貢献した。
主な所属学会は、日本知財学会、日本経営工学会、日本経営システム学会、日本情報経営学会、オフィス・オートメーション学会。主な著書は、事務システム（共著、紀伊国屋書店2004、学術書）。

## 主な研究
- 産業構造の変革と知的財産マネジメント
- ナイーブ・ベイズ法を用いた特許情報の分類に関する研究
- Webマーケティングと消費者行動[4]
- 新プライオリティ指標を用いた最適生産計画: MRPによる生産管理システムに関する研究
- サプライチェーンマネジメント(SCM)と効率化（情報化投資とマネジメント)
- 多段階流通における最適輸送ロットサイズに関する研究